# Hoffmannseggia
Genre
Hoffmannseggia est un genre de plantes à fleurs dicotylédones de la famille des Fabaceae, sous-famille des Caesalpinioideae, originaire d'Amérique du Nord et d'Amérique du Sud, qui comprend une trentaine d'espèces acceptées.

## Étymologie
Le nom générique, « Hoffmannseggia », est un hommage à Johann Centurius Hoffmann Graf von Hoffmannsegg (1766-1849), entomologiste, ornithologiste, botaniste et collecteur de plantes et d'insectes, qui a notamment  contribué à la construction du musée zoologique de l'université de Berlin et a été coauteur de la Flore portugaise en deux volumes.

## Liste d'espèces
Selon The Plant List (14 octobre 2018) :
- Hoffmannseggia aphylla (Phil.) G.P. Lewis & Sotuyo
- Hoffmannseggia arequipensis Ulibarri
- Hoffmannseggia burchellii (DC.) Oliv.
- Hoffmannseggia doelli Phil.
- Hoffmannseggia drepanocarpa A.Gray
- Hoffmannseggia drummondii Torr. & A.Gray
- Hoffmannseggia erecta Phil.
- Hoffmannseggia eremophila (Phil.) Ulibarri
- Hoffmannseggia glauca (Ortega) Eifert
- Hoffmannseggia humilis (M.Martens & Galeotti) Hemsl.
- Hoffmannseggia intricata Brandegee
- Hoffmannseggia lactea (Schinz) Schinz
- Hoffmannseggia microphylla Torr.
- Hoffmannseggia minor (Phil.) Ulibarri
- Hoffmannseggia miranda Sandwith
- Hoffmannseggia oxycarpa A.Gray
- Hoffmannseggia peninsularis (Britton & Rose) Wiggins
- Hoffmannseggia prostrata DC.
- Hoffmannseggia pueblana (Britton) Standl.
- Hoffmannseggia pumilio (Griseb.) B.B. Simpson
- Hoffmannseggia repens (Eastw.) Cockerell
- Hoffmannseggia sandersonii (Harv.) Engl.
- Hoffmannseggia stipulata Sandwith
- Hoffmannseggia tenella Tharp & L.O.Williams
- Hoffmannseggia ternata Phil.
- Hoffmannseggia trifoliata Cav.
- Hoffmannseggia viscosa Hook. & Arn.
- Hoffmannseggia watsonii (Fisher) Rose
- Hoffmannseggia yaviensis Ulibarri